# Laciana
Laciana (Tsaciana como nombre tradicional en patsuezo) es una comarca tradicional histórica situada en la provincia de León (comunidad autónoma de Castilla y León), en el norte de España.

## Contexto geográfico

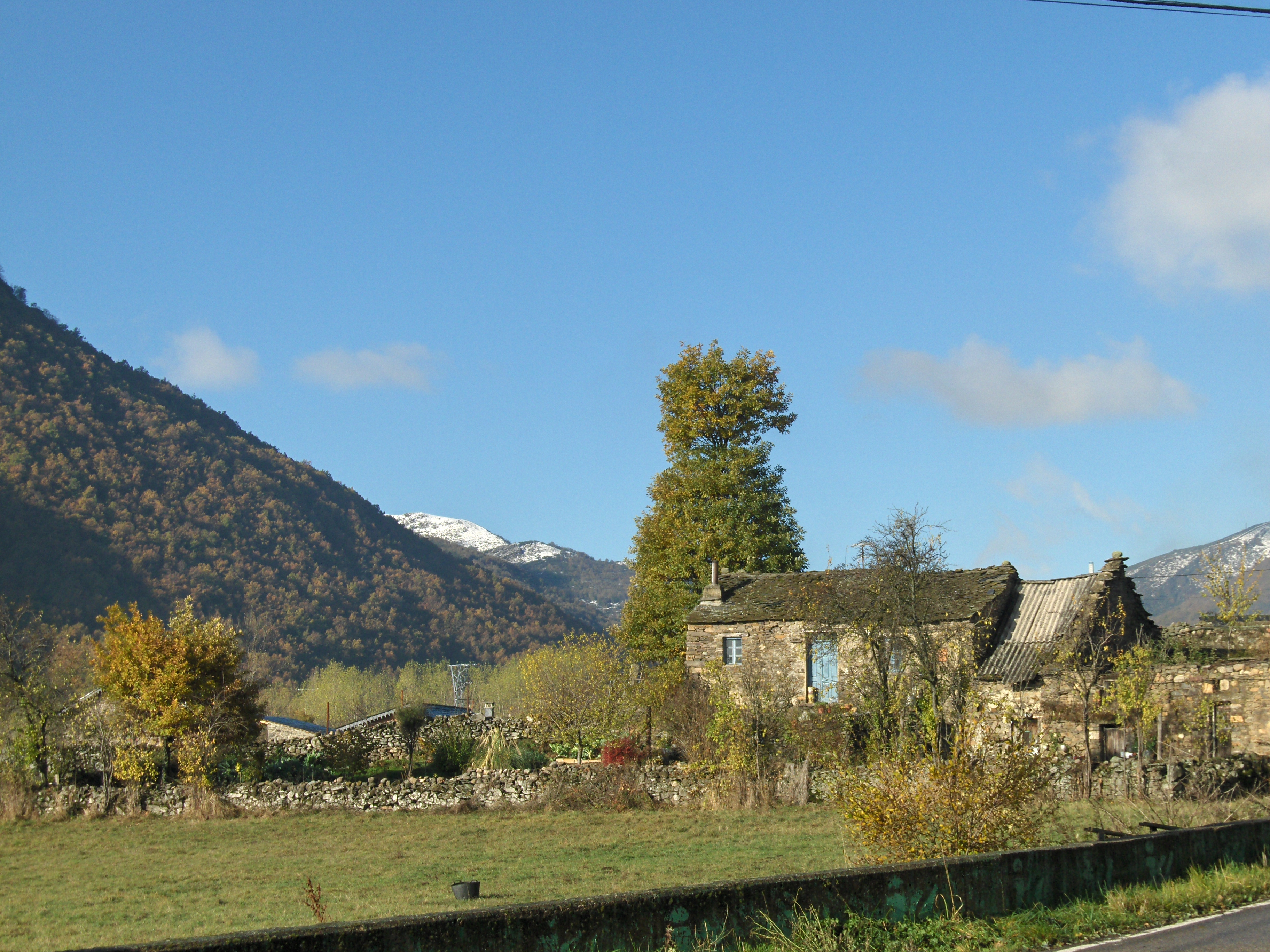
Vista de Laciana en otoño.

El Valle de Laciana se encuentra en el noroeste de la provincia de León, en plena cordillera Cantábrica. Linda al este con las comarcas leonesas de Omaña y Babia, y al suroeste con El Bierzo. Linda también con los concejos asturianos de Somiedo, al norte,  y Fuentes del Narcea, al oeste.
Laciana se ve atravesada y compartimentada por el río Sil y sus afluentes. 
Se trata de una zona montañosa que alterna altas cumbre con hondos valles, con altitudes que oscilan entre los 950 y los 2.188 metros.
Climáticamente se encuentra dentro de la zona eurosiberiana.

## Poblaciones
El Valle de Laciana está conformado por el municipio de Villablino, con las poblaciones de Villablino, Caboalles de Abajo, Villaseca, Caboalles de Arriba, Villager de Laciana, Rioscuro, Sosas de Laciana, Robles de Laciana, Rabanal de Abajo, Rabanal de Arriba, Llamas, Orallo, Lumajo, y El Villar de Santiago. En el pasado fueron 15 poblaciones pues San Miguel de Laciana tuvo entidad propia hasta el año 1957, cuando se anexionó a Villablino.

## Demografía
Datos a 1-06-2019. Fuente: Padrón Municipal de Habitantes del Ilmo. Ayuntamiento de Villablino.
| POBLACIÓN            | TOTAL | HOMBRES | MUJERES |
| -------------------- | ----- | ------- | ------- |
| Caboalles de Abajo   | 1006  | 504     | 502     |
| Caboalles de Arriba  | 365   | 179     | 186     |
| Lumajo               | 66    | 32      | 34      |
| Llamas de Laciana    | 41    | 22      | 19      |
| Orallo               | 177   | 88      | 89      |
| Rabanal de Abajo     | 49    | 26      | 23      |
| Rabanal de Arriba    | 28    | 15      | 13      |
| Rioscuro             | 117   | 61      | 56      |
| Robles de Laciana    | 115   | 63      | 52      |
| Sosas de Laciana     | 153   | 75      | 78      |
| Villablino           | 5002  | 2449    | 2553    |
| Villager de Laciana  | 485   | 228     | 257     |
| Villar de Santiago   | 58    | 30      | 28      |
| Villaseca de Laciana | 1028  | 507     | 521     |
| TOTAL                | 8690  | 4279    | 4411    |

## Lingüística

Comarcas donde se habla asturleonés.

La lengua predominante es el castellano, que coexiste con una variante del leonés: el patsuezu, el cual es caracterizado por la palatalización de la -l- inicial latina en el alófono africado sordo denominado popularmente como «che vaqueira», tradicionalmente representada con las grafías «ts». Pese a estar en peligro de desaparición, son diversas las iniciativas que se realizan para revitalizar el habla tradicional de la zona, como pueden ser su presencia en pregones de fiestas locales (Pregón de las fiestas de Villablino a cargo de la escritora Emilce Núñez) cursos eventuales de la misma.

## Economía
Comarca eminentemente minera golpeada actualmente por la crisis abierta del sector, se ve abocada a la búsqueda de alternativas económicas de futuro. Fue sede de las empresas Minero Siderúrgica de Ponferrada, HCCSA, y HBG (Hijos de Baldomero García del Grupo Viloria).

## Reserva de la Biosfera Valle de Laciana

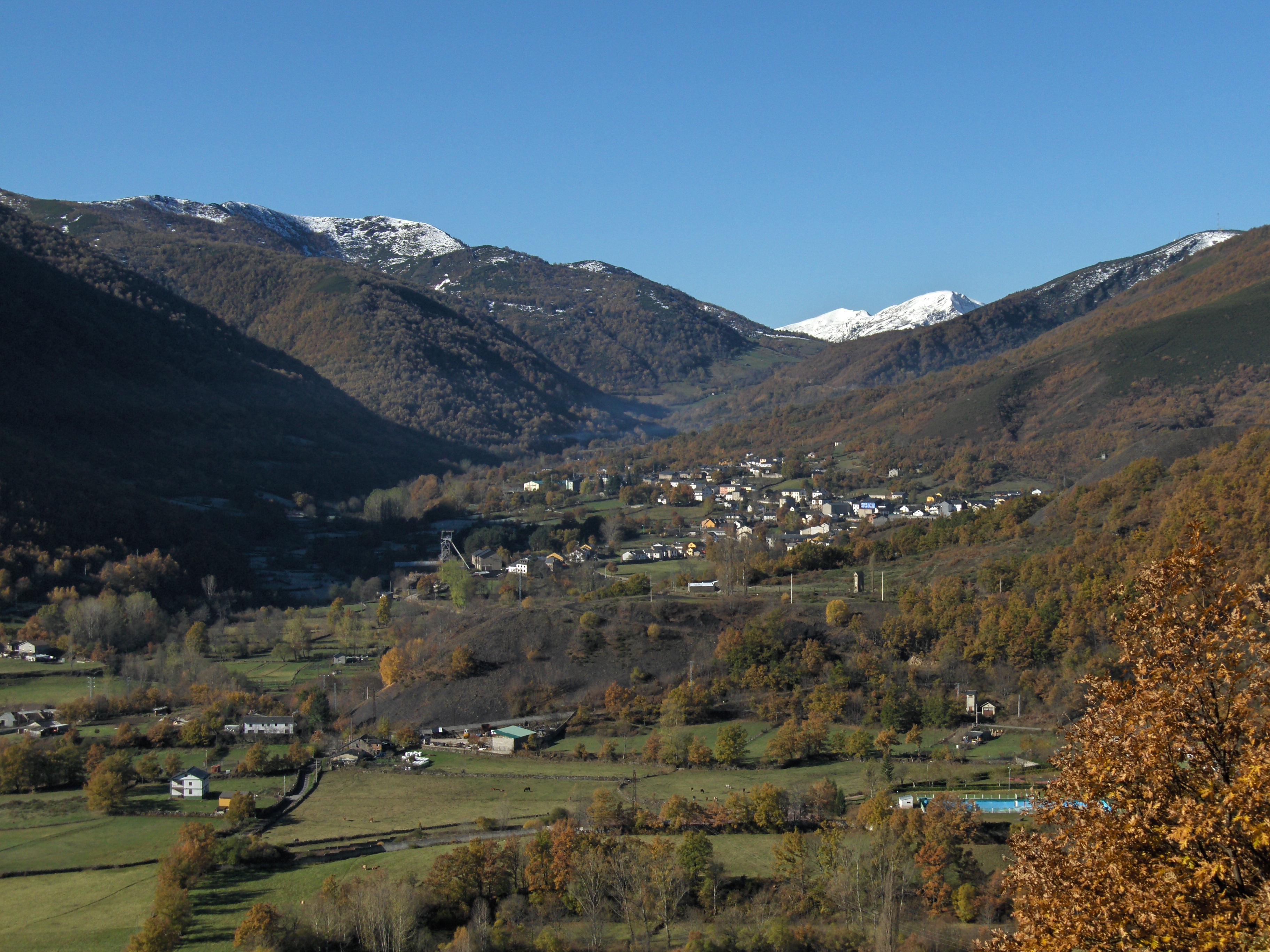
Vista de Caboalles de Abajo.

El día 10 de julio del 2003 el Valle de Laciana fue declarado oficialmente Reserva de la Biosfera.
Además la Reserva de la Biosfera de Laciana se encuentra incluida dentro del proyecto de ampliación del área de afección del Plan de Ordenación de los Recursos Naturales del Espacio natural Sierra de Ancares, debido a la importancia de las poblaciones de urogallo y oso.
La reserva de la biosfera de Laciana comprende las 21 700 ha de la comarca, divididas en varias zonas según su interés ecológico:
- Zona núcleo de 2562.73 hectáreas, formada por cuatro grandes áreas:
  - Zona núcleo Muxiven
  - Zona núcleo Buzongo
  - Zona núcleo Alto de Reciello
  - Zona núcleo Barroso Brañarronda
- Zona de transición, de 1719 hectáreas, que incluye los territorios donde se sitúan los núcleos de población y su zona de influencia, así como las zonas donde se asientan explotaciones de carbón
- Zona tampón o de amortiguación, de 7418.27 hectáreas y resto de la superficie de la Reserva de la Biosfera de Laciana.

### Procesos judiciales: la minería a cielo abierto en Laciana

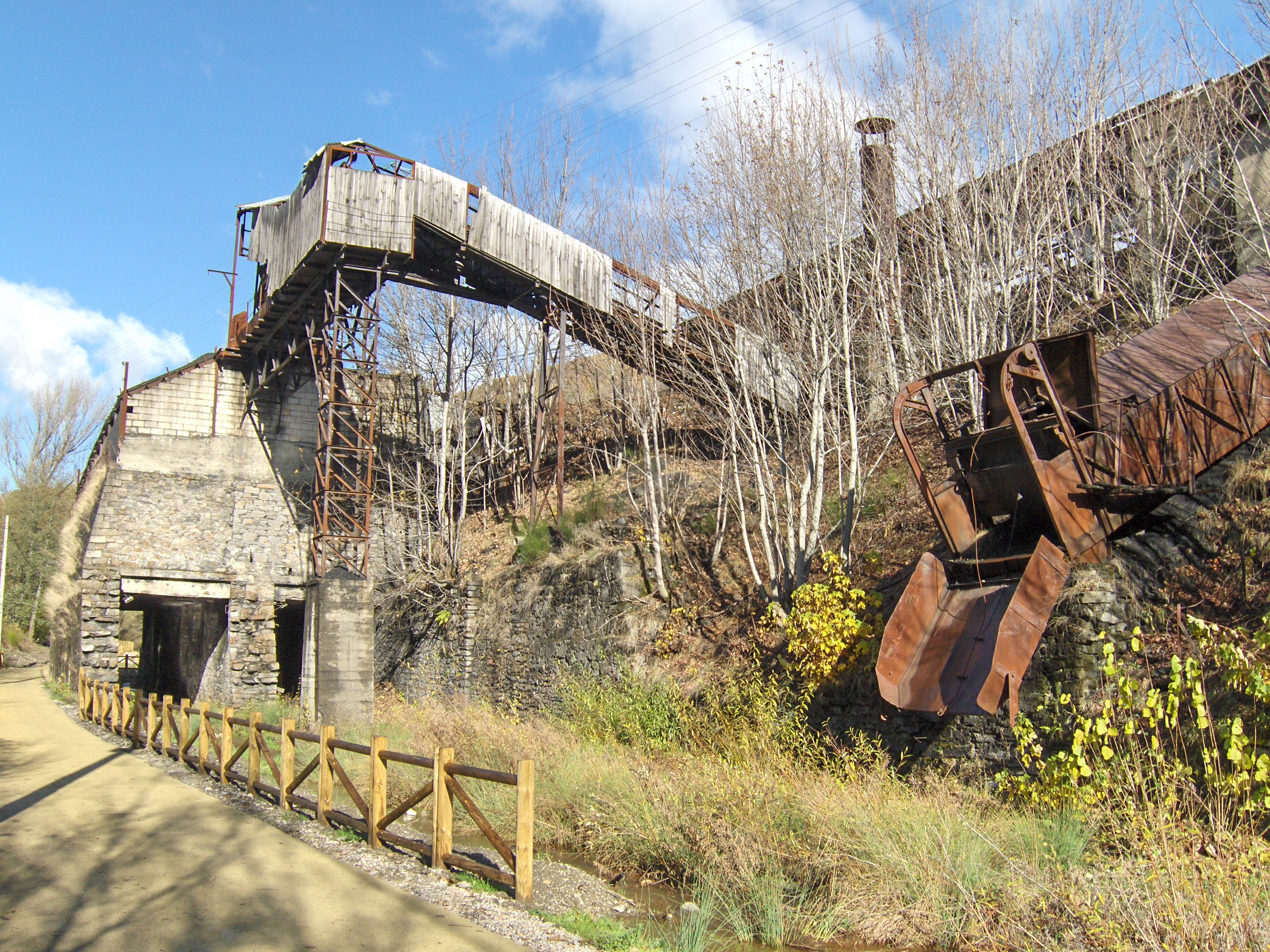
Instalación minera en desuso en Laciana.

La normativa obliga a evaluar el impacto de cualquier proyecto en las especies protegidas antes de iniciar las obras. Bruselas ya envió una carta de emplazamiento a España en febrero de 2008 por incumplimiento de este requisito, a iniciativa del eurodiputado verde español David Hammerstein.
En febrero de 2009, el Tribunal Superior de Justicia de Castilla y León condena a la Consejería de Medio Ambiente de la JCyL a clausurar todas las actividades mineras de la Minero Siderúrgica de Ponferrada (MSP) en El Freixolín.
Finalmente, la Comisión Europea denunció a España al TUE en junio de 2009.

## Gastronomía
Algunos de los platos más típicos de Laciana son el caldo de berzas o pote, el chosco o botillo, el tseite migau (leche migada con pan de hogaza de centeno) y la empanada del país. De la repostería destacan los fisuelos, hechos con la segunda leche que da la vaca después de parir y harina de trigo.